# Cumanacoa
Cumanacoa es un pueblo venezolano, capital del Municipio Montes del Estado Sucre, Venezuela. “Cumanacoa” significa “lugar o sitio donde abundan los frijoles”. Tavera Acosta señala que su origen es unimanense, aunque en su lexicografía incluida en la obra Venezuela Precoloniana lo clasifica como chaima. En arawaco y otras lenguas indígenas también se encuentra el mismo significado.
Se encuentra ubicada al suroeste del Estado Sucre. Tiene una superficie de 1080 km² y una población de 53 889 habitantes, según el censo de 2011. Su capital es Cumanacoa. Entre los principales centros poblados se encuentran Arenas, Aricagua, Cocollar, Las Piedras, San Fernando y San Lorenzo.
En tiempos pasados fue una importante ruta comercial. La principal actividad económica es la agricultura, con especial énfasis en el cultivo de tabaco, caña de azúcar, añil, café y hortalizas.

## Historia
Dentro de los datos históricos que se conocen, en primer lugar aparece como fundador el capitán Pedro García Camacho, que en 1585 estuvo en el valle de Cumanacoa, y por orden del gobernador de la Provincia de Nueva Andalucía y Paria. Pedro Pérez de Almazán, al parecer materializaba la primera fundación que no se pudo materializar, debido a los conflictos con los indígenas de la comarca, que acabaron con los vestigios de los primeros pobladores colonos y los misioneros.
Según el historiador venezolano Guillermo Morón, en su “Historia de Venezuela”, Tomo 2, pág. 365… el 6 de diciembre de 1636 el Gobernador de la Provincia de Nueva Andalucía y Paria Benito Arias Montano capitula con el capitán Juan Rengel de Serpa la fundación de una ciudad en Cumanacoa, evidente jurisdicción de Cumaná. En febrero de 1637, Rengel abre caminos y hacia el 25 de abril de ese mismo año, se fundó una nueva colonia en el Valle, bajo el patrocinio de Arias Montano (la actual Cumanacoa), después de fundada la ciudad, el 11 de mayo sufrieron el primer ataque de los indios recordado como el Agravio del día de San Mamerto, donde fueron masacrados todos los colones que habitaban en la comarca y los misioneros.
En 1639, otra vez aparece el Valle de Cumanacoa en conflictos, ya que el conocido conquistador Juan de Urpín, incorpora Cumanacoa al territorio de su efímera Gobernación de Nueva Barcelona y obtiene autorización para fundar allí una colonia. El 18 de febrero de 1643 fundaba la colonia y le daba el nombre de Santa María de Cumanacoa. Tiempo más tarde la tribu Cumanagoto toma la colonia y la desaparece sin dejar rastro de ella. 
En el Año 1700 por mandato del rey de España Felipe V envía al capitán Pedro Antonio Arias y González Manso a resolver el conflicto del Valle. Se inicia una lucha armada con la tribu indígena Cumanagotos, que mantenían el control del Valle. Posicionando su navíos en Carúpano, se inició el asedio hasta el Valle de Cumanacoa, un conflicto que duró dos años que acabó por restablecer el orden y la recuperación de todas las tierras por parte del Imperio Español, con la rendición de las tribus indígenas de la comarca y en especial los Cumanagoto, la comarca del Valle quedó bajo el control del capitán Pedro Antonio Arias y González Manso. El Rey Felipe V complacido por este servicio al Imperio español le envió órdenes reales para que se estableciera en el Valle de forma permanente con poderes especiales de gobernabilidad, justicia y comercio y fuera un territorio que no se encontrara sujeto al Gobernador de la Provincia de Nueva Andalucía y Nueva Barcelona así como su nombramiento como Señorío de San Baltasar de los Arias. En 1705 El Capitán Pedro Antonio Arias y González Manso funda la comarca del Valle con el nombre San Baltasar de los Arias que definitivamente se conservará hasta los días de mandato de la dictadura del General Juan Vicente Gómez. Esta jurisdicción fue gobernada ininterrumpidamente por la descendencia del capitán Pedro Antonio Arias y González Manso durante 230 años. La descendencia que gobernó esta ciudad fue el general Pedro Antonio Arias y Ruiz, general José Felipe Arias, general José Manuel Arias y Parejo y el general José Rafael Arias de la Rosa. En el año 1900 el presidente de Venezuela Cipriano Castro cambia el nombre del valle de San Baltazar de los Arias a Cumanacoa, la cual seguía gobernada por el general José Rafael Arias de la Rosa nombrado por el General Juan Vicente Gómez que gobierna bajo su mandato hasta el año 1935, cuando Cumanacoa abandona el caudillismo para convertirse en una ciudad libre.
Para el 23 de agosto de 2012, lluvias intensas en la zona y el río Manzanares se desbordó en el pueblo de Cumanacoa, inundando aproximadamente 1,200 hogares, muchos de los cuales resultaron dañados y algunos destruidos.
El 2 de julio de 2024, la localidad de Cumanacoa sufrió una tragedia tras el desbordamiento del río Manzanares debido a las intensas lluvias de la madrugada. Este desastre natural causó destrucción y conmoción en la comunidad, dejando las calles cubiertas de escombros, charcos y barro.

## Señorío de San Baltazar de los Arias
Pedro Antonio Arias y González Manso llamado por los pobladores como el Capitán San Baltasar de los Arias, construye la casa de los Arias en el Valle, que se conocerá más tarde como la hacienda el Rosario. Apertura del comercio de cacao, café y hojas de tabaco, así como de la exportación de diferentes nuevas especies alimenticias hacia el Imperio Español. El comercio con el imperio desde esta jurisdicción creció y fue muy próspero por lo que territorios como Guayana y Monagas utilizaban esta ruta comercial, por su estabilidad y seguridad con la que se controlaba el territorio. Mientras otras provincias tenían disputas y ataques de pueblos indígenas, San Baltasar de los Arias comerciaba con total fluidez. Se construyó la Iglesia de San Baltazar de los Arias, que es patrimonio de Venezuela. Una anécdota de la época fue la lucha de resistencia del General José Felipe Arias, que luchó leal a la corona del Rey Fernando VII, una lucha de resistencia desde la fortaleza de Cocollar y soldados aún leales a la corona, este conflicto armado se prolongó en la región durante 9 años por distintos frentes con los independentistas (Monagas y Anzoategui), para evitar más derramamiento de sangre firmó su renuncia en el año 1820, en la declaración de su renuncia no aceptaba servir a la independencia de Venezuela y solo era leal a la Corona Española y por último tampoco renunciaba a su ciudadanía española. Como sucesor del control militar del Valle, nombró a su hijo el Coronel del Regimiento de Cumaná José Manuel Arias y Parejo, militar venezolano, como encargado del Valle de San Baltazar de los Arias así como el Señorío de la comarca. El General José Felipe Arias partió inmediatamente a España donde murió en la tierra natal de sus antepasados. El Gobierno Independiente de Venezuela otorgó el rango de General a José Manuel Arias y Parejo y lo nombró caudillo del Valle. Los historiadores de la época comentan que esto se hizo porque la familia Arias no solo era influyente, adinerada y respetada en toda la comarca, sino que eran unos comerciantes muy necesarios que mantendrían no solo el orden sino el flujo comercial que beneficiaría a la República de Venezuela recientemente independizada.

## Economía
Se destacan las actividades en el sector de la agricultura. La localidad fue conocida por la producción de tabaco y caña de azúcar.

## Cultura

### Música
Uno de los mayores representantes de la cultura en la localidad fue José Julián Villafranca, conocido como El Trigueño participó con el Quinteto Típico Montes.

## Antiguos Regidores y jefes de Gobierno
| Periodo   | Jefe de Gobierno                             | Título Noble                       | Jurisdicción           |
| --------- | -------------------------------------------- | ---------------------------------- | ---------------------- |
| 1705-1750 | Capitán Pedro Antonio Arias y González Manso | Señor de San Baltazar de los Arias | Imperio Español        |
| 1750-1802 | General Pedro Antonio Arias y Ruiz           | Señor de San Baltazar de los Arias | Imperio Español        |
| 1802-1820 | General José Felipe Arias y Román            | Señor de San Baltazar de los Arias | Imperio Español        |
| 1820-1879 | General José Manuel Arias y Parejo           | Señor de San Baltazar de los Arias | República de Venezuela |
| 1879-1935 | General José Rafael Arias de la Rosa         | Señor de San Baltazar de los Arias | República de Venezuela |

## Ríos cercanos más conocidos
- Los dos Ríos
- Río Arena
- La Fragua
- La Peña
- La Canoa
- Posa Azul
- Agua Blanca
- El Refugio

## Sitios de interés
- Iglesia San Baltasar de los Arias.[1]
- Plaza Bolívar.
- Antigua Casa Real del Estanco del Tabaco, construida a finales del siglo XVIII.[1]
- Hacienda La Rinconada.
- El Teatro-Cine Gardel.[8]
- Iglesia De Jesucristo De Los Santos De Los Últimos Días.
- Mercado De Cumanacoa.